# Jarosław Piątek
Jarosław Józef Piątek (ur. 1961 w Kościanie) – historyk, badacz problemów wojskowości polskiej i powszechnej oraz wojny i walki lądowej; doktor habilitowany, profesor Uniwersytetu Szczecińskiego.

## Życiorys
Studia rozpoczął w Poznaniu. Ukończył jako prymus Wyższą Szkołę Oficerską Wojsk Pancernych w Poznaniu i Akademię Obrony Narodowej w Warszawie.
Adiunkt, a później profesor Wyższej Szkoły Oficerskiej im. S. Czarnieckiego w Poznaniu, Wyższej Szkoły Oficerskiej Wojsk Lądowych we Wrocławiu. W latach 2004–2006 profesor i kierownik Katedry Historii Sztuki Wojennej Akademii Obrony Narodowej w Warszawie. 
Od 2004 profesor Uniwersytetu Szczecińskiego i kierownik Zakładu Strategii i Bezpieczeństwa Europejskiego w Instytucie Politologii i Europeistyki US. Gościnnie wykładał na Wydziale Historycznym Uniwersytetu im. Adama Mickiewicza w Poznaniu.
Jest członkiem Kolegium redakcyjnego serii: „Scripta Militaris” oraz „Historia Militaris”. Pracuje także w Kolegium redakcyjnym rocznika „Reality of Politics” [estimate, comments, forecasts] i serii wydawniczej „Meandry współczesnej polityki”.
Jego zainteresowania badawcze związane są z historiografią wojskową, publikuje w „Studiach z dziejów polskiej historiografii wojskowej”, wydawanych przez Instytut Historii UAM. Członek Stowarzyszenia Historyków Wojskowości i Instytutu im. gen. Stefana „Grota” Roweckiego. Obecnie mieszka w Lesznie.
Autor publikacji naukowych i popularnonaukowych. Główny nurt jego badań obejmuje historię wojskowości XX wieku, a zwłaszcza przemiany wywołane przez środki walki – broń pancerną. Zajmuje się także historią myśli wojskowej XX wieku oraz historiografii wojskowej. Specjalizuje się w problematyce dotyczącej zagadnień sił zbrojnych i ich roli w konfliktach i wojnach głównie XX wieku.
Uczestniczył w programie badawczym dot. zagadnień zimnej wojny. Na początku 1993 wszczął przewód doktorski w Wojskowym Instytucie Historycznym w Warszawie. Jego praca: „Generalny Inspektorat Kawalerii 1921-1926” zapewniła mu otrzymanie tytułu doktora nauk humanistycznych w 1996. W 2003 Rada Naukowa Instytutu Historii Uniwersytetu im. Adama Mickiewicza nadała stopień naukowy doktora habilitowanego nauk humanistycznych w zakresie historii – historii najnowszej wojskowej.

## Ważniejsze publikacje naukowe
- Udział czołgów w wojnie polsko-rosyjskiej, [w:] "80 lat polskiej broni pancernej", Poznań 2001.
- Der polnische Soldat und sein Vaterland, [w:] "Soldaten und Heimat: Ein Schwieriges Verhältnis?, Der Panzerspähtrrupp", Munster 2005.
- Poszukiwanie globalnego bezpieczeństwa a gotowość użycia przemocy [w:] "Bezpiecznie czy niebezpiecznie? Wybrane aspekty globalnej i polskiej polityki bezpieczeństwa na przełomie XX i XXI wieku", red. J. Piątka, R. Podgórzańskiej, Szczecin 2007.
- New conditions and changing image of military forces in the early 21st c. Readiness to unlimited violence?, [w:] "Polish Political Science", Yearbook 2008.
- Zimnowojenna asymetria. Radziecka koncepcja wojny rakietowo – jądrowej [w:] "Od najazdów pogańskich dotąd są państwa Waszej Królewskiej Mośći spokojne… Studia ofiarowane w siedemdziesiątą rocznicę urodzin Profesorowi Karolowi Olejnikowi", Toruń 2008.

## Książki
- Czołgi w Wojsku Polskim 1918-1939 na ile tendencji rozwojowych w Europie (2000)
- Polska broń pancerna 1918-1939 na tle europejskim (2002)
- Pododdziały i oddziały broni pancernej a zasady taktyczne walki lądowej w armiach państw europejskich w latach 1918-1939 (2003)
- Taktyczny wymiar walki (2005)
- Narzędzia wojny i ich współczesny rozwój [wybrane aspekty dla XX wieku] (2008)
- Wojna jako rzeczywistość. O prowadzeniu starych i nowych wojen (2008)